# Терешкова Валентина Володимирівна
Валенти́на Володи́мирівна Терешко́ва (рос. Валенти́на Влади́мировна Терешко́ва, біл. Валянці́на Уладзі́міраўна Церашко́ва; нар. 6 березня 1937, Масленниково, Тутаєвський район, Ярославська область, РРФСР) — російська політична діячка, льотчиця-космонавтка СРСР, перша у світі жінка-космонавтка. Одноосібно вийшла у політ тривалістю майже 3 доби на кораблі «Восток-6», що 48 разів облетів Землю, пролетівши у космосі близько 2 млн кілометрів. Герой Радянського Союзу (1963). 
Член ЦК КПРС у 1971—1990 роках. Народний депутат СРСР (1989—1991), депутат Верховної Ради СРСР 7 — 11-го скликань. 1995 року отримала звання генерал-майор авіації у відставці (перша в російській армії жінка-генерал). Депутат Державної думи Російської Федерації, заступниця голови комітету Державної думи Федеральних зборів Російської Федерації федеративного устрою та місцевого самоврядування з 2011 року.
Упродовж політичної кар'єри була прихильницею Леоніда Брежнєва, Микити Хрущова та Володимира Путіна. Є ініціаторкою поправок до Конституції РФ, що дозволяють чинному президенту Володимиру Путіну ще двічі висуватися на пост глави держави. Підтримала війну проти України, голосувала за анексію Криму, підтримала війну в Сирії.

## Життєпис
Народилася 6 березня 1937 року в сім'ї колгоспників у селі Велике Масленникове Ярославської області над річкою Волга.
Її батьки були емігрантами з Білорусі й у дитинстві розмовляла білоруською мовою. Білоруське написання прізвища - Церашкова (Цєрашкова). Її батько Володимир Аксьонович Терешков народився у селі Бєлиницького району Могильовської області, був колишнім трактористом і сержантом, який командував танком у Радянській Армії. Він загинув у Зимовій війні проти Фінляндії, коли Валентині було лише два роки. У нього та її матері Олени Федорівни Терешкової було троє дітей. Мати була родом з села Дубровенського району Вітебської області. Після смерті батька її мати для кращого працевлаштування переїхала з дітьми до міста Ярославль, де влаштувалася на текстильній фабриці «Красний Перекоп».
Трудову діяльність почала 1954 року в Ярославлі. Спочатку працювала закрійницею в складальному цеху Ярославського шинного заводу. 1955 року перейшла на Ярославський комбінат технічних тканин «Червоний Перекоп». Працювала ткалею. У 1960—1962 роках була вивільненим секретарем комітету комсомолу цього комбінату.
Працюючи, навчалася. 1960 року закінчила Ярославський заочний технікум легкої промисловості. Займалася парашутним спортом в Ярославському аероклубі. Здійснила 163 стрибки з парашутом. Член КПРС з 1962 року. 

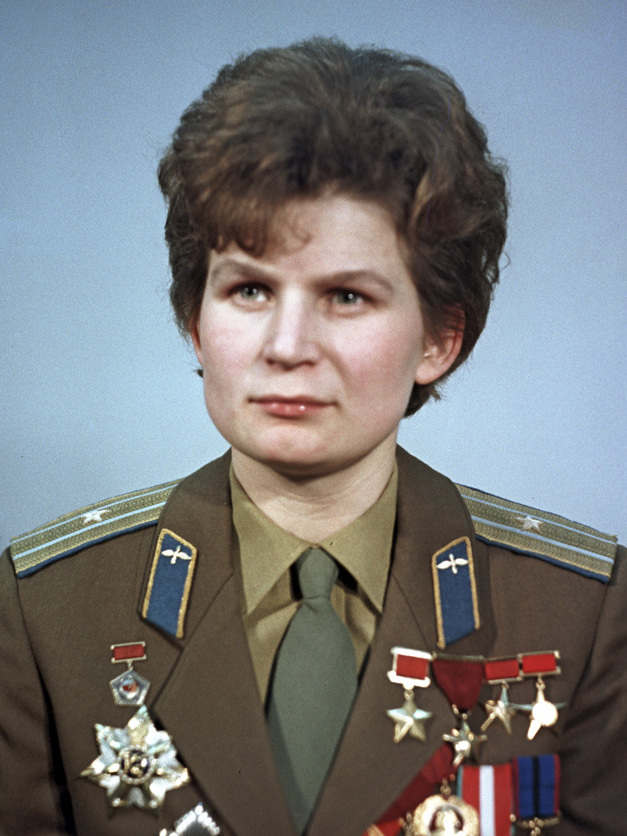
Валентина Терешкова у формі, 1969 рік

### У загоні космонавтів
У загоні космонавтів з 1962 року.
16—19 червня 1963 року здійснила політ у космос на кораблі «Восток-6». Тривалість польоту становила 2 доби 22 години 50 хвилин. У цей час на орбіті перебував космічний корабель «Восток-5», який пілотував космонавт Валерій Биковський. Під час першого оберту, коли «Восток-6» пройшов за 5 км від «Востока-5» — найближче за весь політ — між кораблями було встановлено прямий радіозв'язок. Політ В. Терешкова перенесла досить важко. За свідченнями доктора медичних наук В. І. Яздовського, який у той період відповідав за медичне забезпечення космічної програми, «Терешкова переговори з наземними станціями вела мляво. Вона різко обмежила свої рухи. Сиділа майже нерухомо. У неї були явні ознаки погіршення стану здоров'я вегетативного характеру». Це стало однією з причин того, що наступний політ жінки в космос відбувся тільки через 19 років.
Після польоту і далі проходила підготовку в загоні космонавтів, але більшість часу стала віддавати громадській роботі. Активно включилась у політичне життя СРСР та стала відомою політикинею з якою фотографувались генсеки, підтримувала у своїх промовах Брежнєва, Хрущова.
1969 року закінчила Військово-повітряну академію імені М. Є. Жуковського.

### Сімейне життя
Була дружиною космонавта Андріяна Ніколаєва, мала тоді прізвище Ніколаєва-Терешкова. У космічної пари народилася донька.
Вдруге одружилася з Юлієм Шапошниковим. Він був генерал-майором медичної служби, директором Центрального науково-дослідного інституту травматології та ортопедії. Помер 4 червня 1999 року.

### Громадська діяльність
У 1968–1987 роках була головою Комітету радянських жінок, у 1987–1992 роках — голова Спілки товариств дружби та культурних зв'язків із зарубіжними країнами. Від 1994 року — керівник Російського центру міжнародної наукової та культурної співпраці.

### Політична діяльність
- У 2014 — Терешкова, як депутат Держдуми РФ, проголосувала за анексію Криму та активно підтримувала подальшу війну з Україною.
- У березні 2020 під час повторної чинної каденції президента Росії Путіна, запропонувала прибрати обмеження щодо кількості президентських термінів у Конституції РФ та обнулити термін після ухвалення поправок до Основного закону країни, заклавши в законі можливість для чинного президента знову обиратися на цю посаду вже відповідно до оновленої Конституції[8].
- Підтримала війну проти України, голосувала за анексію Криму, підтримала війну в Сирії, символічно, разом з Йосипом Кобзоном відвідувала військову базу РФ, де вони разом поставили свої автографи на фюзеляжі літака під час російських спецоперацій по підтримці режиму Асада, вбивству мирного населення, включаючи застосування хімічної зброї.

2011 року обрана депутатом Державної думи Росії від партії «Єдина Росія» за ярославським регіональним списком. Терешкова разом з Оленою Мізуліною, Іриною Яровою та Андрієм Скочем  входить до міжфракційної депутатської групи із захисту християнських цінностей; в цій якості вона підтримувала внесення змін до Конституції Росії, згідно з якими «православ'я є основою національної та культурної самобутності Росії». Заступник голови комітету Держдуми з федеративного устрою та питань місцевого самоврядування з 21 грудня 2011 року.
У 2020 була чи не єдиною ініціаторкою «занулювання» термінів президентства Путіна, наголошуючи на тому, що про це її «просив народ», згодом поправки затвердив конституційний суд та Путін, отримавши можливість бути президентом РФ до 2036 року. Іменем Терешкової вшановано в Україні цілий ряд вулиць, дитячі табори, пам'ятні дошки. На її честь було названо алмаз — «Валентина Терешкова».

## Санкції
Валентина Тєрєшкова — депутат Державної Думи, який 3 жовтня 2022 року проголосував за незаконне приєднання Донецької, Луганської, Херсонської та Запорізької областей та їхнє приєднання до Російської Федерації як суб'єктів федерації, є підсанкційною особою багатьох країн світу.
21 червня 2018 року знаходиться під санкціями України.

## Нагороди
- Герой Радянського Союзу (1963).
- Герой Соціалістичної Праці ЧССР (1963).
- Герой Соціалістичної Праці НРБ (1963).
- Герой Праці СРВ (1963).
- Герой МНР (1965).
- Нагороджено двома орденами Леніна, орденом Жовтневої революції, іншими орденами, медалями.
- орден Олександра Невського на честь п'ятдесятиріччя польоту (2013).

## Інше
Іменем Терешкової названо кратер на зворотному боці Місяця.                                                                                                                     

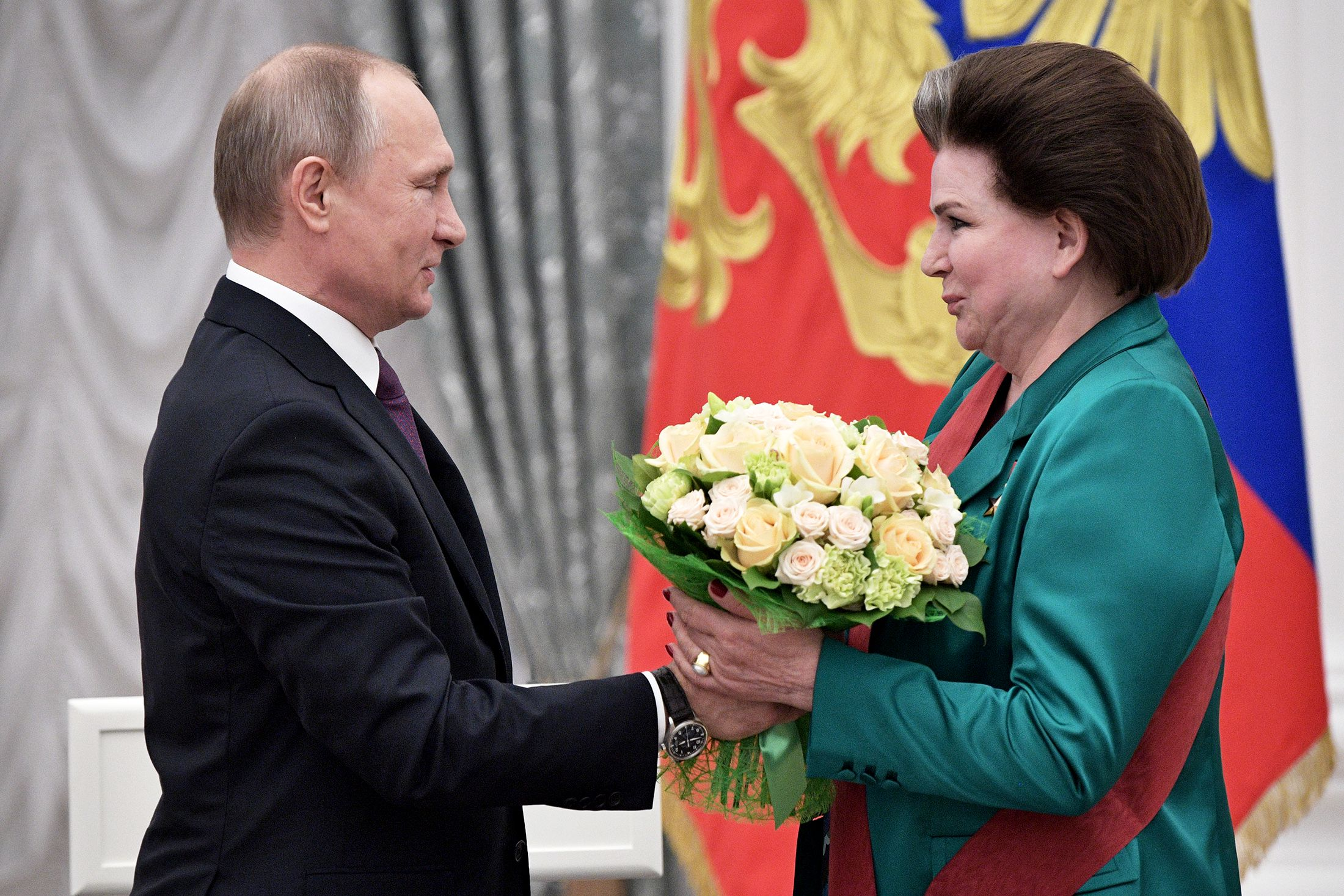
Валентина Терешкова та Володимир Путін, 2017

До 1991 року іменем Терешкової у Львові було названо одну з вулиць. Терешкова свого часу побувала тут на відкритті житлового масиву. Також на цій вулиці, поблизу поліклініки, було встановлено скульптурну композицію «Космонавтика» на честь першої у світі жінки-космонавта (демонтаж композиції відбувся 08.11.2023). Вулицю було перейменовано на честь гетьмана Війська Запорозького Івана Виговського. 
Після її підтримки російської агресії проти України, у багатьох українських містах вулиці на честь Валентини Терешкової були перейменовані.
Почесна громадянка міст Калуга, Ярославль (Росія), Караганда (Казахстан), Вітебськ (Білорусь), Монтре (Швейцарія), Дрансі (Франція), Монтгомері (Велика Британія), Поліцці-Дженероза (Італія), Дархан (Монголія), Софія, Петрич, Стар Загора, Плевен, Варна (Болгарія).

## Цікаві факти
- У фантастичному творі Джеймса П. Гоґана Сибірський ендшпіль іменем Терешкової було названо космічну станцію СРСР, оснащену лазерною зброєю, здатною знищити США[15].
- На початку 2023 року, Валентина Терешкова звернулася до Патріарха Московського, предстоятеля РПЦ Кирила з проханням визнати Володимира Зеленського — Антихристом. При цьому вона стверджувала, що під час свого космічного польоту 16 червня 1963 року бачила Бога та мала з ним бесіду, про що в силу деяких обставин, була змушена довгий час мовчати[16].